# カクタス
カクタス（Cactus）は、アメリカ合衆国のロックバンド。元ヴァニラ・ファッジのティム・ボガート（ベース）とカーマイン・アピス（ドラムス）によって、1969年に結成された。

## 経歴

### 1969年-1972年
1969年、ボガートとアピスはジェフ・ベック（ギター）から新しいバンドの結成に誘われて、ヴァニラ・ファッジからの脱退を決めた。しかし11月2日にベックが自動車事故を起こして全治3か月の重傷を負ったので、バンドの結成は頓挫してしまった。
1970年初め、仕方なく2人は知り合いだったギタリストのジム・マッカーティー（元ミッチ・ライダー&デトロイト・ホイールズ、バディ・マイルス・エクスプレス）を誘い、マッカーティーの推薦でヴォーカリストのラスティ・デイ（元アンボイ・デュークス）を迎えてカクタスを結成して活動を始めた。通りがかりのドライブインシアターの名前から採られたバンド名は「サボテン」という意味で、全てのオリジナル・アルバムのジャケットにはサボテンが描かれている。
ボガート、アピス、マッカーティー、デイの4人は『カクタス』（1970年）、『ワン・ウェイ…オア・アナザー』（1971年）、『リストリクションズ』（1971年）と3作のアルバムを発表。1971年末にバンド内のトラブルでマッカーティーが脱退、その後間もなくデイが解雇された。ボガートとアピスは元アトミック・ルースターのピーター・フレンチ（ヴォーカル）、ワーナー・フリッツシング（ギター）、デュアン・ヒッチングス（キーボード）を迎えて、1972年にライヴ録音を含む4作目のアルバム『汗と熱気』を発表。しかし2人はベックとのバンド結成が可能になったので迷わず脱退し、カクタスは解散した。
ベック・ボガート & アピス
同年、ボガートとアピスはベックとベック・ボガート & アピスを結成した。スタジオ・アルバム『ベック・ボガート & アピス』（1973年）とライブ・アルバム『ベック・ボガート & アピス・ライヴ・イン・ジャパン』（1973年）を発表し、1974年に解散した。
制作されつつあったセカンド・アルバムは、2024年現在、未発表である。1974年1月の国内ツアーのロンドン公演として1月26日にレインボー・シアターで行なわれた最後のステージの音源が、2023年に"Beck, Bogert, & Appice Live In Japan/Live In London 1974"に収録されて陽の目を見た。
ザ・バンド・デトロイト
デトロイトのロック・シーンで有名になり、デイはデトロイトの最も伝説的なバンドの1つであるザ・バンド・デトロイトの再生に力を尽くした。ザ・バンド・デトロイトはデトロイト・ホイールズの分派として、デイ、スティーヴ・ゲインズ、テッド「T-メル」・スミス、ナサニエル・ピーターソン、テリー・エメリー、ビル・ホジソンらによって結成された。しかし直ぐに問題が発生したので活動を停止し、直ちにメンバーを変えて再始動した。
デイ、ゲインズと他のメンバーで1973年に録音された「ザ・バンド・デトロイト - ザ・ドリフトウッド・テープス」が存在する。
ザ・ニュー・カクタス・バンド
ヒッチングスが中心となったザ・ニュー・カクタス・バンドには、オリジナル・メンバーは参加しなかった。1973年、ヒッチングス、元ブルース・イメージ、アイアン・バタフライのマイク・ピネーラ（ギター）、ローランド・ロビンソン（ベース）、ジェリー・ノリス（ドラムス）の顔ぶれでアルバム『サン・オブ・カクタス』を発表し、同年中頃にはキャプテン・ビヨンドのボビー・コールドウェル（ドラムス）と元グレッグ・オールマンのチャーリー・ソウザ（ベース）を迎えて、中西部および東海岸でツアーを行った。しかし活動は長続きせず、彼等は間もなく解散した。

### 1976年-1979年
1976年、デイはフロリダ州ロングウッドに移り住み、スティーヴ・「カホウテック」・ダンスビー、ジョン・「ソイビーン・スリム」・サウター、ゲイリー・「マッドマン」・モファットと新たなカクタスを結成した。この構成が一番長続きし、1970年代後半を通して活動して1979年に解散した。幾つかのデモが録音されたとされるが、公式には発表されていない。ライヴ録音はネット上で聴取できる。
デイは音楽活動が低迷してから麻薬の売買に関わっていたらしく、1982年6月3日にフロリダ州ロングウッドの自宅で麻薬売人のギャングと思われる人物によって射殺された。事件は現在も未解決である。

### 2006年以後
長い活動中断の後、2006年6月にニューヨークで再結成。オリジナル・メンバーのボガート、アピス、マッカーティーに加えて元サヴォイ・ブラウンのジミー・クーン（ボーカル）が参加した。「The Radio Chick Show」に出演し、1972年にタイムズ・スクエアのB.B. King's Blues Clubで行ったライブ以来のニューヨークでのステージを行ない、同月9日にスウェーデンで行われた『スウェーデン・ロック・フェスティバル』への出演のウォームアップとなった。ランディ・プラットがハーモニカ担当でニューヨークとスウェーデンのステージに参加し、5人編成でアルバム『カクタス V』を発表した。
2008年、マッカーティーが再びバンドを脱退し、代わってフリッツシングが加入した。ボガートはツアーを引退し、代わってエリオット・ディーン・ルービンソンが加わった。
2011年にマッカーティーが戻り、ピート・ブレミーがベーシストとして加わった。ブレミーはヴァニラ・ファッジでもボガートに代わってベースを引き継ぎ、両バンドでプレイした唯一の非オリジナル・メンバーだった。
2012年時点のメンバーはアピス、マッカーティー、クーン、プラット、ブレミーの5人である。同年12月7日＆8日、東京 下北沢GARDENにて初来日公演を行う（2014年に、CDとDVDがセットになった『TKO TOKYO - LIVE IN JAPAN』が発売された）。
2021年1月13日、ボガート死去。76歳没。

## 影響
カクタスはエアロスミス、ヴァン・ヘイレン、38スペシャル、アンヴィル、ブラック・クロウズ、モントローズ、レーナード・スキナード、ザ・ブラック・キーズといったバンドに影響を与えたとされる。

## ディスコグラフィ

### スタジオ・アルバム
- 『カクタス』 - Cactus (1970年)
- 『ワン・ウェイ…オア・アナザー』 - One Way... or Another (1971年)
- 『リストリクションズ』 - Restrictions (1971年)
- 『汗と熱気』 - 'Ot 'N' Sweaty (1972年)
- 『カクタス V』 - Cactus V (2006年)
- Black Dawn (2016年)
- Tightrope (2021年)

### コンピレーション・アルバム
- 『カクトロジー：カクタス・コレクション』 - Cactology: The Cactus Collection (1996年)
- 『ベアリー・コンテインド：スタジオ・セッションズ』 - Barely Contained: The Studio Sessions (2004年)
- 『フリー・アンリリースト：ライブギグ』 - Fully Unleashed: The Live Gigs (2004年)
- 『フリー・アンリリースト：ライブギグ Vol. 2』 - Fully Unleashed: The Live Gigs Vol. 2 (2007年)
- Ultra Sonic Boogie: Live 1971 (2010年)[9]